# Standin' On the Never Never
Standin' On the Never Never var D-A-D – Disneyland After Darks første udgivelse. EP'en udkom 28. maj 1985 udgivet af pladeselskabet Mega. Den blev optaget fra den 15. til den 19. april samme år. Mega var tilfredse med resultatet og fortsatte sammenarbejdet, hvilket resulterede i D-A-D's første fulde album Call Of The Wild året efter.

## Spor
1. "Up up over the mountain top"
2. "Marlboro Man"
3. "Never never indian love"